# Jena Lee
Sylvia Garcia, mer känd under sitt artistnamn Jena Lee, född 29 juni 1987 är en fransk sångerska som är född i Chile.

## Karriär

### Tidiga åren
Sylvia Garcia föddes i Chile där hon blev adopterad av en fransk familj när hon var nio månader gammal. Hon växte upp i staden Oloron-Sainte-Marie inte långt från den spanska gränsen. När hon var fyra år började hon visa intresse för musik. År 2007 träffade hon producenten Sulee B Wax som blev intresserad av hennes arbete. Han bad henne komponera Instrumentalmusiken till den fjärde säsongen av Frankrikes version av Popstars. På tävlingens vinnare Sheryfa Lunas debutalbum var hon sen med och skrev sex av låtarna. Efter detta fick hon flera förfrågningar från andra håll i musikbranschen.

### Succé med debutalbumet
År 2009 påbörjade hon sin egen karriär som sångerska. Hon släppte sin debutsingel "J'aimerais tellement" i april tillsammans med en tillhörande musikvideo. Låten blev en stor hit och debuterade på första plats på den franska singellistan den 10 oktober 2009 där den stannade på första plats i elva veckor i rad fram till den 19 december samma år. Hennes debutalbum Vous remercier släpptes den 2 november 2009. Albumet nådde som bäst sjätte plats på den franska albumlistan och stannade på listan i hela 59 veckor mellan den 14 november 2009 och den 22 januari 2011. Nästa singel från albumet var "Je me perds". Den nådde fjärde plats på den franska singellistan. Den tredje singeln var "Du style". Den nådde tionde plats på singellistan. Den fjärde och sista singeln från albumet var "Je rêve en enfer" som framfördes med sångaren Orelsan.

### Andra albumet
År 2010 släppte hon sitt andra album Ma référence. Albumet blev inte lika framgångsrikt som hennes debutalbum men nådde ändå plats 11 på den franska albumlistan. Den första singeln från albumet var "Éternise-moi" som framfördes med gruppen Eskemo. Den andra singeln från albumet var "U.S Boy". Den blev den enda av hennes singlar från det andra albumet att ta sig in på singellistan men där tillbringade den endast en vecka på plats 93. Den tredje singeln från albumet var "Mon ange" som släpptes 2011.

## Diskografi

### Album
- 2009 - Vous remercier
- 2010 - Ma référence

### Singlar
- 2009 - "J'aimerais tellement"
- 2009 - "Je me perds"
- 2010 - "Du style"
- 2010 - "Je rêve en enfer" (med Orelsan)
- 2010 - "Éternise-moi" (med Eskemo)
- 2010 - "U.S Boy"
- 2011 - "Mon ange"